# Jirgyal, Bhalki
Jirgyal là một làng thuộc tehsil Bhalki, huyện Bidar, bang Karnataka, Ấn Độ.